# Луго (футбольный клуб)
«Луго» (галис. Club Deportivo Lugo) — испанский футбольный клуб из одноимённого города, выступающий в Сегунде, втором по силе дивизионе Испании. Основан в 1953 году. Домашние матчи проводит на стадионе «Анксо Карро», вмещающем 8168 зрителей. В Примере «Луго» никогда не выступал.

## Достижения
- Победитель Сегунды Б: 2010/11
- Победитель Терсеры (4): 1961/62, 1977/78, 1980/81, 1985/86

## Сезоны по дивизионам
- Сегунда — 8 сезонов.
- Сегунда Б — 23 сезона.
- Терсера — 34 сезона.
- Региональная лига — 1 сезон.